# Hacker-Pschorr-Arena
Die Hacker-Pschorr-Arena (auch Eisstadion Bad Tölz) ist eine Eissporthalle in der oberbayerischen Kreisstadt Bad Tölz. Sie ist seit ihrer Eröffnung 2004 die Heimspielstätte des EC Bad Tölz.

## Geschichte

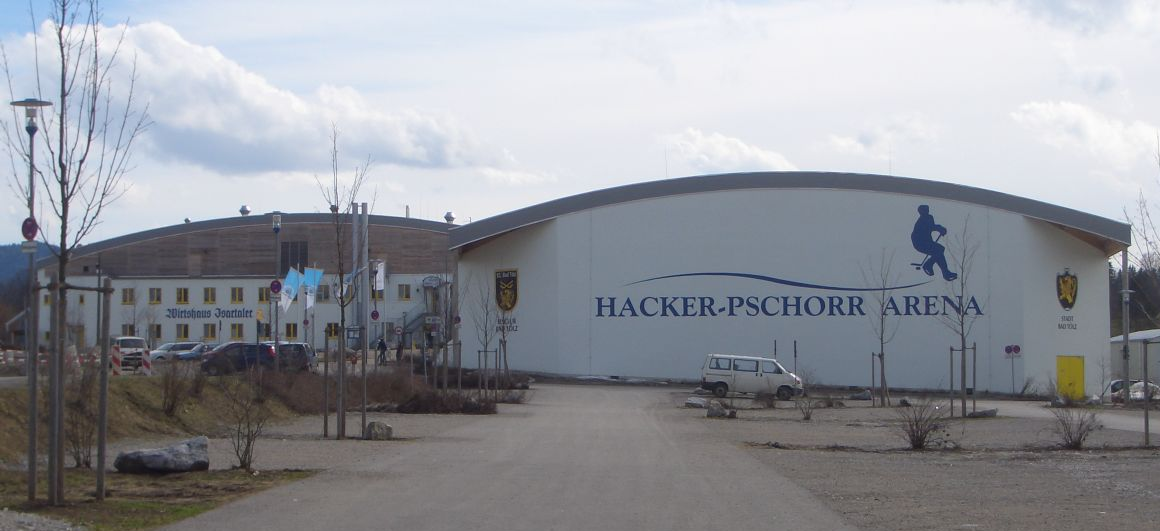
Hacker-Pschorr Arena (2006)

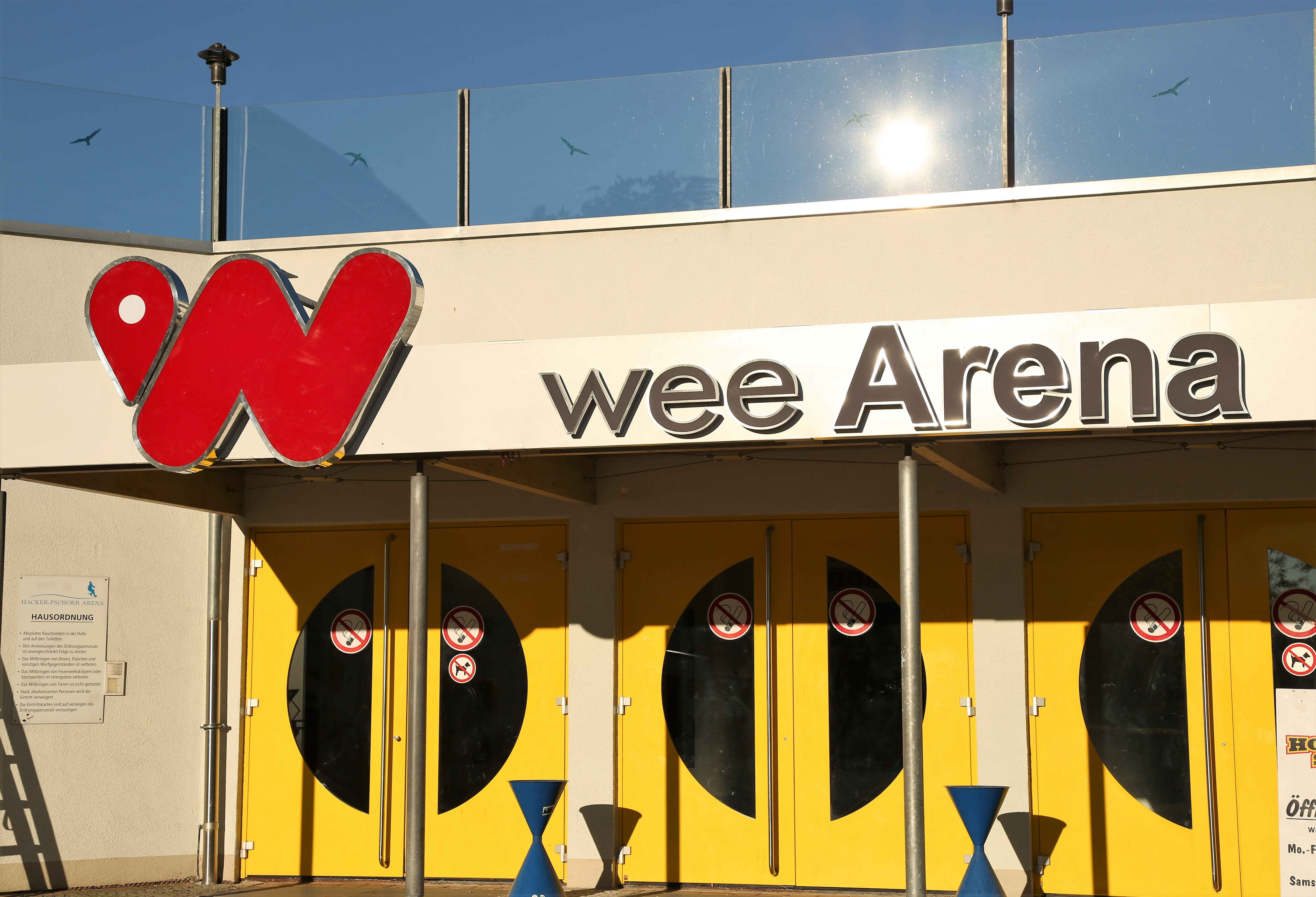
Eingang der weeArena (2017)

Nach der Grundsteinlegung am 5. April 2003 wurde das Stadion im Januar 2004 fertiggestellt und im Monat darauf am 4. Februar mit einem Länderspiel der deutschen Eishockeynationalmannschaft gegen Österreich (0:2) eröffnet. Es bietet bei Sportveranstaltungen bis zu 4.115 Zuschauern Platz. Die Namensrechte an der Arena, die zwei Hallen und zwei Eisflächen besitzt, hielt die Münchener Brauerei Hacker-Pschorr für zehn Jahre. Die Kosten von 12 Millionen Euro trug die Stadt Bad Tölz (6 Mio. Euro), Hacker-Pschorr mit dem Namens- und Bierlieferrecht (1 Mio. Euro) und der Förderverein mit Peter Kathan senior an der Spitze (200.000 Euro). Hinzu kamen Darlehen in Höhe von 4,8 Mio. Euro.
Neben der Nutzung für Eissportarten bieten die Hallen auch Möglichkeiten zur Austragung weiterer Hallensportarten, Konzerte, Musicals und Kongresse.
Mit Start in die Saison 2017/18 des DEL2-Aufsteigers Tölzer Löwen wurde das Eisstadion in weeArena umbenannt. „wee“ steht für das Cashback-System des Schweizer Mobile Payment-Anbieters weeConomy AG, das Unternehmen wurde vom gebürtigen Tölzer Cengiz Ehliz gegründet, der heute Hauptaktionär ist. Der Sponsoringvertrag über die Namensrechte war zunächst auf drei Jahre begrenzt. Nach der Zahlungsunfähigkeit des Hauptsponsors wurde dessen Name im April 2021 getilgt und die Halle zunächst in „Eisstadion Bad Tölz“ umbenannt. Durch eine mehrstufige Versteigerung wurde in den folgenden Wochen das Namensrecht für die DEL2-Saison 2021/22 durch den Club vergeben, wobei sich der Tölzer Unternehmer Robert Schmidt-Starrock durchsetzte. Für ein Jahr hieß das Eisstadion daher offiziell RSS-Arena. Im Dezember 2022 kehrte man zum originalen Namen zurück.

## Veranstaltungen
Bereits im Juli 2004 wurde die Inlinehockey-Weltmeisterschaft in der Arena ausgetragen, und im November desselben Jahres war sie Schauplatz des Qualifikationsturniers der deutschen Frauen-Eishockeynationalmannschaft für die Olympischen Winterspiele 2006 in Turin. Zudem fand im Dezember 2007 das Junioren-Weltmeisterschaftsturnier der Division I in Bad Tölz statt. Im November 2008 wurde dort auch das Qualifikationsturnier der Frauen-Eishockeynationalmannschaft für die Olympischen Winterspiele 2010 in Vancouver ausgetragen.